# Juan José Bezares Alarcón
Juan José Bezares (San Roque, 17 de maig de 1981) és un exfutbolista andalús, que ocupava la posició de migcampista.

## Trajectòria esportiva
Despunta al Linense, d'on passa al filial del Sevilla FC. Debuta amb els sevillans a la màxima categoria de la campanya 03/04. L'any següent fitxa pel Cadis CF, on signa quatre temporades prou regulars, inclosa una temporada a primera divisió. El 2009 ha estat cedit al grec OFI Creta. Després d'haver estat una temporada sense equip, al febrer de 2011 va fitxar pel FK Aktobe kazakh on només s'hi va estar uns mesos, i al maig va tornar a Espanya.